# Ullmannreaktion
En Ullmannreaktion eller en Ullmankobling er en kemisk reaktion, hvor to aryl- eller alkylgrupper bliver sat sammen ved hjælp af kobber som katalysator. Reaktionen er opkaldt efter Fritz Ullmann, der beskrev reaktionen i 1901 sammen med sin studerende Jean Bielecki. Det er senere blevet påvist at palladium og nikkel kan ligeledes kan bruges.
Dannelsen af en Aryl-Aryl-binding er et vigtigt værktø i moderne organisk syntese, da det bruges inden for en række områder som bl.a. totalsyntese, lægemidler, agrokemi og udvikling af kommercielle farvestoffer og poluaromater. Ullmannreaktionen har været en af de første reaktioner der har brugt overgangsmetaller, primært kobber, i sit højere oxidationstrin.
På trods af de betydelige implikationer af biaryl-kobling i industrier, var Ullmann-reaktionen plaget af en række problemer i dens tidlige udvikling, men i moderne tid er interessen og anvendelsen af Ullmannreaktionen blevet genoplivet grundet adskillige fordele ved kobber i forhold til andre katalytiske metaller.